# Farkaševac
Farkaševac è un comune della Croazia di 2 102 abitanti della Regione di Zagabria.